# سارة سالامو
سارة سالامو (بالإسبانية: Sara Sálamo)‏ هي ممثلة إسبانية، ولدت يوم 20 يناير 1992 في سانتا كروث دي تنريفه في إسبانيا.

## روابط خارجية
- سارة سالامو على موقع IMDb (الإنجليزية)
- سارة سالامو على موقع قاعدة بيانات الفيلم (الإنجليزية)
- سارة سالامو على موقع كينوبويسك (الروسية)